# Didier Pitre
Joseph George Didier "Cannonball" Pitre, född 1 september 1883 i Salaberry-de-Valleyfield, Quebec, död 29 juli 1934 i Sault Ste. Marie, Ontario, var en kanadensisk professionell ishockeyspelare. Didier Pitre spelade professionell ishockey för bland annat Michigan Soo Indians i IPHL, Montreal Canadiens i NHA och NHL samt 15 matcher för Vancouver Millionaires i PCHA åren 1904–1923.
Pitre vann Stanley Cup med Montreal Canadiens 1916 sedan laget besegrat Portland Rosebuds från PCHA med 3-2 i matcher i finalserien. Samma säsong, 1915–16, vann han även NHA:s poängliga sedan han gjort 24 mål och 15 assists för totalt 39 poäng på 24 matcher. Pitre spelade ytterligare två Stanley Cup-finaler med Canadiens 1917 och 1919, båda gångerna mot Seattle Metropolitans. 1917 förlorade Canadiens finalserien mot Metropolitans med 1-3 i matcher och 1919 avbröts finalserien mellan lagen vid ställningen 2-2 i matcher på grund av spanska sjukan.
Didier Pitre var en storväxt spelare för sin era och hade även sin tids kanske hårdaste skott. Han kunde genom att svinga sin klubba bakåt få en sådan kraft i skottet att pucken avfyrades som en "kanonkula". Pitre var även snabb på skridskorna och det var hans, samt vännen och lagkamraten Jack Laviolettes, skridskoåkning som gav Montreal Canadiens epitetet The Flying Frenchmen, "De flygande fransmännen".
1962 valdes Pitre in som ärad medlem i Hockey Hall of Fame.

## Statistik
FAHL = Federal Amateur Hockey League, CAHL = Canadian Amateur Hockey League, ECAHA = Eastern Canada Amateur Hockey Association
| 1904               | Montreal Le National   | FAHL               | 2   | 1   | 0  | 1   | 0   | —  | — | — | —  | —  |
| 1905               | Montreal Le National   | CAHL               | 2   | 0   | 0  | 0   | 0   | —  | — | — | —  | —  |
| 1904–05            | Michigan Soo Indians   | IPHL               | 13  | 11  | 0  | 11  | 6   | —  | — | — | —  | —  |
| 1905–06            | Michigan Soo Indians   | IPHL               | 22  | 41  | 0  | 41  | 29  | —  | — | — | —  | —  |
| 1906–07            | Michigan Soo Indians   | IPHL               | 23  | 25  | 11 | 36  | 28  | —  | — | — | —  | —  |
| 1907–08            | Montreal Shamrocks     | ECAHA              | 10  | 3   | 0  | 3   | 15  | —  | — | — | —  | —  |
| 1908–09            | Edmonton Eskimos       | ESrHL              | 3   | 0   | 0  | 0   | 0   | —  | — | — | —  | —  |
|                    |                        | Stanley Cup        | —   | —   | —  | —   | —   | 2  | 0 | 0 | 0  | 11 |
| 1909               | Renfrew Creamery Kings | FAHL               | 5   | 5   | 0  | 5   | 16  | —  | — | — | —  | —  |
| 1910               | Montreal Canadiens     | NHA                | 12  | 11  | 0  | 11  | 11  | —  | — | — | —  | —  |
| 1910–11            | Montreal Canadiens     | NHA                | 16  | 19  | 0  | 19  | 22  | —  | — | — | —  | —  |
| 1911–12            | Montreal Canadiens     | NHA                | 18  | 27  | 0  | 27  | 40  | —  | — | — | —  | —  |
| 1912–13            | Montreal Canadiens     | NHA                | 17  | 24  | 0  | 24  | 80  | —  | — | — | —  | —  |
| 1913–14            | Vancouver Millionaires | PCHA               | 15  | 14  | 2  | 16  | 12  | —  | — | — | —  | —  |
| 1914–15            | Montreal Canadiens     | NHA                | 20  | 30  | 4  | 34  | 15  | —  | — | — | —  | —  |
| 1915–16            | Montreal Canadiens     | NHA                | 24  | 24  | 15 | 39  | 42  | —  | — | — | —  | —  |
|                    |                        | Stanley Cup        | —   | —   | —  | —   | —   | 5  | 4 | 0 | 4  | 18 |
| 1916–17            | Montreal Canadiens     | NHA                | 21  | 21  | 6  | 27  | 50  | 2  | 2 | 2 | 4  | 32 |
|                    |                        | Stanley Cup        | —   | —   | —  | —   | —   | 4  | 5 | 0 | 5  | 6  |
| 1917–18            | Montreal Canadiens     | NHL                | 20  | 17  | 6  | 23  | 29  | 2  | 0 | 1 | 1  | 13 |
| 1918–19            | Montreal Canadiens     | NHL                | 17  | 14  | 4  | 18  | 15  | 5  | 2 | 3 | 5  | 6  |
|                    |                        | Stanley Cup        | —   | —   | —  | —   | —   | 5  | 0 | 3 | 3  | 0  |
| 1919–20            | Montreal Canadiens     | NHL                | 22  | 14  | 12 | 26  | 6   | —  | — | — | —  | —  |
| 1920–21            | Montreal Canadiens     | NHL                | 23  | 16  | 5  | 21  | 25  | —  | — | — | —  | —  |
| 1921–22            | Montreal Canadiens     | NHL                | 23  | 2   | 4  | 6   | 12  | —  | — | — | —  | —  |
| 1922–23            | Montreal Canadiens     | NHL                | 22  | 1   | 2  | 3   | 0   | 2  | 0 | 0 | 0  | 0  |
| IPHL totalt        | IPHL totalt            | IPHL totalt        | 58  | 77  | 11 | 88  | 63  | —  | — | — | —  | —  |
| NHA totalt         | NHA totalt             | NHA totalt         | 128 | 156 | 25 | 181 | 260 | 2  | 2 | 2 | 4  | 32 |
| PCHA totalt        | PCHA totalt            | PCHA totalt        | 15  | 14  | 2  | 16  | 12  | —  | — | — | —  | —  |
| NHL totalt         | NHL totalt             | NHL totalt         | 127 | 64  | 33 | 97  | 87  | 9  | 2 | 4 | 6  | 18 |
| Stanley Cup totalt | Stanley Cup totalt     | Stanley Cup totalt | —   | —   | —  | —   | —   | 16 | 9 | 3 | 12 | 35 |

## Meriter
- Stanley Cup – 1916 med Montreal Canadiens
- Vinnare av NHA:s poängliga säsongen 1915–16
- Invald i Hockey Hall of Fame 1962